# 穆恩德卡
穆恩德卡（Mundka），是印度德里West县的一个城镇。总人口43898（2001年）。

## 人口
该地2001年总人口43898人，其中男性24710人，女性19188人；0—6岁人口6958人，其中男3845人，女3113人；识字率67.91%，其中男性为74.76%，女性为59.08%。